# Губський Богдан Володимирович
Богда́н Володи́мирович Гу́бський (нар. 30 березня 1963, м. Київ) — український політик.
Народився в Києві у сім'ї високопоставленого військовослужбовця. Дитинство провів у Львові, де навчався в елітній школі.

## Освіта
1985 року закінчив Київський університет ім. Шевченка, факультет кібернетики.
У 1989 захистив кандидатську дисертацію на тему «Реґуляторні програмні алґебри узагальнено обчислюваних функцій».
Докторська дисертація на тему «Інвестиційні процеси в умовах глобалізації (методологія системних досліджень і оптимізація)» 1998.

## Депутатська діяльність
- З березня 1998 по квітень 2002 — Народний депутат України 3-го скликання від СДПУ(о), № 9 в списку. На час виборів: голова ради директорів Українського промислово-фінансового концерну «Славутич» (Київ), член Комітету з питань фінансів і банківської діяльності (з липня 1998), заступник голови Комітету з питань фінансів і банківської діяльності, член фракції СДПУ(о) (з травня 1998).
- Народний депутат України 4 скликання квітень 2002 — квітень 2006, виборчий округ № 196, Черкаська область, самовисування. За 34.21 %, за наявності 12 суперників. На час виборів: народний депутат України, безпартійний. Член фракції «Єдина Україна» (травень — червень 2002), уповноважений представник групи «Народовладдя» (червень 2002 — травень 2004), співголова групи «Демократичні ініціативи Народовладдя» (травень — вересень 2004), голова фракції партії «Єдина Україна» (вересень 2004 — лютий 2006), член фракції Блоку Юлії Тимошенко (з лютого 2006), заступник голови Комітету з питань фінансів і банківської діяльності (з червня 2002).
- Народний депутат України 5 скликання з квітня 2006 від Блоку Юлії Тимошенко, № 27 в списку. Член Комітету з питань європейської інтеграції.
- У період здійснення депутатських повноважень Народного депутата України 6-го скликання з 23 листопада 2007 від Блоку Юлії Тимошенко, № 27 в списку, виключений з фракції 8 вересня 2010. Губський Богдан Володимирович був членом Комітету з питань екологічної політики, природокористування та ліквідації наслідків Чорнобильської катастрофи. Згідно з даними протоколів засідань, упродовж 2011 року було проведено 27 засідань Комітету. Губський Богдан Володимирович був присутній на 1 засіданні Комітету, тобто на 4 % всіх засідань Комітету проведених у 2011 році.[6]

- 10 серпня 2012 року у другому читанні проголосував за Закон України «Про засади державної мовної політики».
- На Парламентських виборах в Україні 2012 р. балотувався по одномандатному виборчому округу № 197 (Соснівський район м. Черкаси, Золотоніський, Канівський, Черкаський райони Черкаської області) як самовисуванець. За попереднім підрахунком голосів по 197 виборчому округу перемогу отримував його опонент — Леонід Даценко[7]. Підрахунок голосів супроводжувався скандалами та призначенням нового складу ОВК. Згодом ОВК назвала переможцем Богдана Губського[8]. У підсумку ЦВК визнала, що встановити результати виборів у 197 окрузі неможливо[9].

## Трудова діяльність
- З 1985 по 1996 — інженер, стажист-викладач, асистент, старший науковий співробітник, Київський університет ім. Т. Шевченка.
- 1992 — заступник голови спостережної ради страхової компанії «Омета-Інстер».
- 1992—1998 — заступник голови ради, Український кредитний банк.
- 1993—1998 — 1-й віцепрезидент, АТ «Футбольний клуб „Динамо“ Київ». Член Комісії з питань фінансової стабілізації при Президентові України (1993—1994).
- 1994—1998 — голова ради директорів, Український промислово-фінансовий концерн «Славутич».
- 1996 — контролює приватну «Українську аграрну біржу». Одночасно обіймає посаду держслужбовця — заступник голови Державної комісії з питань організації біржового сільськогосподарського ринку. У цей період левова частка зерна та цукру, вироблених українськими аграріями, реалізуються через «Українську аграрну біржу», на якій аграрії сплачували значні комісійні відсотки.
- Член Ради підприємців при Кабінеті Міністрі України (1997—1999). Керівник депутатської групи ВР України з міжпарламентських зв'язків з США (1998—2002). Член Державної комісії з питань стратегії економічного і соціального розвитку (грудень 2001 — березень 2003). Голова партії «Єдина Україна» (з липня 2004), голова ВО «Батьківщина» у Київській області (до 2010 р.).
- Член Експертної ради підприємців (з лютого 1998).

## Журналістика та публіцистика
- Член НСЖУ (з 1998). Лауреат премії ім. М. Островського (1987), Міжнародної премії ім. В. Винниченка (2000), Державної премії України в галузі науки і техніки (2002)[10].
- Автор понад 100 наукових праць, зокрема монографій: «Біржові технології ринку» (1997), «Національні інтереси в глобальному конкурентному середовищі» (1997, співавтор), «Інвестиційні процеси в глобальному середовищі» (1998), «Аграрний ринок» (1998), «Українсько-російські відносини: економічний аспект» (1999, співав.). Володіє англійською мовою.